# Szczegłowo (Torfopriedprijatije)
Szczegłowo (Torfopriedprijatije) (ros. Щеглово (Торфопредприятие)) – osiedle w Rosji, w obwodzie leningradzkim, w rejonie wsiewołożskim. W 2021 liczyło 9 mieszkańców.